# Adam von Köln
Adam von Köln (auch Adam Teuto oder Adam Coloniensis) war ein deutscher Autor, der in der Zeit zwischen 1355 und 1370 literarisch tätig war.

## Bedeutung
Adam von Köln überarbeitete das Werk Summa de poenitentia et matrimonio des Dominikaners Raimund von Penyafort und verfasste Denkreime zum Werk, die 1502 in Köln unter dem Titel Summula clarissimi Raymundi brevissimo compendio sacramentorum alta complectens mysteria erschienen. Es erschien danach in vielen Ausgaben und wurde zu einem weit verbreiteten Handbuch des Seelsorger-Klerus.
Es wird vermutet, dass auch Adam von Köln dem Dominikanerorden angehörte.

## Adam von Köln und Adam, der Deutsche
Es wurde vermutet, dass es sich bei Adam Teuto und Adam Coloniensis um zwei unterschiedliche Autoren gehandelt haben könnte. Adam von Köln wurde dabei das Werk Commentarius in quatuor sententiarum libros und Adam Teuto wurde die Summula zugeordnet.